# Champagne Supernova
Singles de Oasis
Don't Look Back in Anger
(1996) D'You Know What I Mean?
(1997)
Pistes de (What's the Story) Morning Glory?
Track 11 (sans titre)
Champagne Supernova est une chanson du groupe britannique Oasis, dernière piste de leur deuxième album (What's the Story) Morning Glory? sorti en 1995. Le titre est le dernier single issu de l'album en 1996. Il sort dans plusieurs pays dont les États-Unis, l'Australie et la Nouvelle-Zélande, mais pas au Royaume-Uni. La chanson est également incluse dans Stop the Clocks et dans les versions américaine et canadienne de Time Flies... 1994-2009.
Le morceau atteint la première place du Alternative Airplay aux États-Unis. Le titre fait partie des plus connus du groupe. En 2010, la radio XFM réalise un gigantesque sondage pour déterminer les 1000 meilleures chansons anglaises de rock de tous les temps. Champagne Supernova arrive en 22e position. La chanson est classée 9e meilleure chanson britannique de tous les temps par XFM en 2010.
Une supernova découverte en 2003, SN 2003fg, est surnommée Champagne Supernova en hommage à cette chanson,.
Dans la culture populaire, c'est une coupe de champagne dans laquelle on rajoute de la cocaïne.

## Significations de la chanson
Dans une interview de 2005, Noel, bien qu'il n'a jamais vraiment pu expliquer clairement le sens, prétend que cette chanson est à propos de la réincarnation.

Il ajoute cependant des précisons concernant les paroles sur le site officiel du groupe :
La majorité d'entre elles ont été écrites alors que j'étais complètement ailleurs. Il y a ce passage : « Someday you will find me / Caught beneath a landslide / ln a Champagne Supernova in the sky » qui est probablement le truc le plus psychédélique que j'ai jamais pigé. Ça signifie différentes choses en accord avec plusieurs humeurs ; quand je me sens mal, « Caught beneath a landslide » (« Coincé sous un glissement de terrain ») signifie que je suis asphyxié.
C'est un peu une épopée en fait : au début, t'es un gosse solitaire qui regarde les autres gosses en groupes et se demande ce qu'il peuvent bien faire pour lui, et ils ne font rien. Étant gosse, tu crois que c'est les Sex Pistols qui vont conquérir le monde et tout détruire sur leur passage, pendant que les Clash s'épuisent pour rien. Le punk rock était supposé être la révolution, et qu'est-ce qu'il s'est passé ? Absolument rien. Le mouvement de Manchester était sur le point de devenir le plus puissant du monde, mais c'était que dalle à l'époque.

Quand on a commencé, notre intention n'était surement pas de faire quelque chose pour qui que ce soit ; on pensait juste sortir quelques bons morceaux, certains mots n'ont pourtant aucun sens : on parle de Bracket le majordome qui était dans Camberwick Green (en). Il passait 20 minutes dans le hall de l’hôtel, et je n'avais rien trouvé de mieux qui puisse rimer avec « hall » que « canonball » ; et j'ai écrit « Slowly walking down the hall / Faster than a cannonball » et les gens étaient comme « merde alors ». Il y aussi la ligne « Where were you while we were getting high? » car c'est toujours ce qu'on se demandait entre nous. Il y avait d'ailleurs un nombre incroyable de gens qui se mettaient à ouvrir des clubs appelés « Champagne Supernova », alors que l'album n'était même pas fini.
Également, il rappelle en 2009 une discussion qu'il a eue avec un écrivain[Qui ?] :
Je parlais avec lui des paroles de cette chanson et il m'a dit tout à coup : « Tu sais quoi, la seule chose qui l'empêcherait de devenir un classique, c'est le ridicule de certaines paroles ». Je lui ai alors répondu : « Qu'est-ce que t'entends par là ? », et il a répondu : « Eh bien, "Slowly walking down the hall / Faster than a cannonball", qu'est-ce que ça peut bien vouloir dire ? ». « Je n'en sais absolument rien », lui ai-je dit, « mais tu vas me dire que, quand tu as devant toi 60 000 personnes qui le chantent à l'unisson, ils ne savent pas ce que ça signifie ? Ça leur parle à chacun d'une manière différente ».

## Enregistrement et interprétations
Le leader des Jam, Paul Weller, a joué les parties solo de guitare et chanté dans les chœurs, permettant ainsi à cette chanson de devenir la première et une des rares d'Oasis à inclure une participation autre que celle des frères Gallagher dans les voix.
Comme bon nombre des chansons du groupe, elle est chantée par Liam, et beaucoup la considère comme représentative de ses capacités vocales qui ont fait sa renommée.
Elle a souvent été reprise en live, Noel affirmant qu'elle était « la seule chanson que, depuis son écriture, nous avons joué toutes les nuits ». Durant les tournées des albums (What's the Story) Morning Glory? et Be Here Now, elle termine souvent les concerts du groupe, Noel improvisant la plupart du temps un long solo de plus de cinq minutes à la fin (dont on peut voir un exemple dans le DVD ...There and Then).

## Pistes
- CD 663344 1

1. Champagne Supernova (Version Radio) - 5:08
2. Champagne Supernova (Version Album) - 7:30
3. Slide Away - 6:29

## Reprises
- Angie Aparo l'a reprise sur son troisième album The One With the Sun.
- Ben Folds Five l'a reprise en live et inclus cette version en face-B de leur single Battle of Who Could Care Less.
- Matt Pond PA l'a reprise pour la série Newport Beach.
- Urban Cookie Collective en fit un remix techno, mais Noel les empêcha de la sortir en single.
- The Early November la reprenait usuellement en live, à la fin de leur chanson No Good at Saying Sorry (One More Chance).
- Hootie and the Blowfish la reprirent durant leur tournées des étés 2007 et 2008.
- Le Royal Philharmonic Orchestra en enregistra une version instrumentale présente sur l'album Symphonic Rock.
- Snow Patrol en fit une reprise mémorable lors du V Festival en 2009, remplaçant ainsi Oasis eux-mêmes, Liam étant tombé malade[7].